# Jurămintele de la Strasbourg

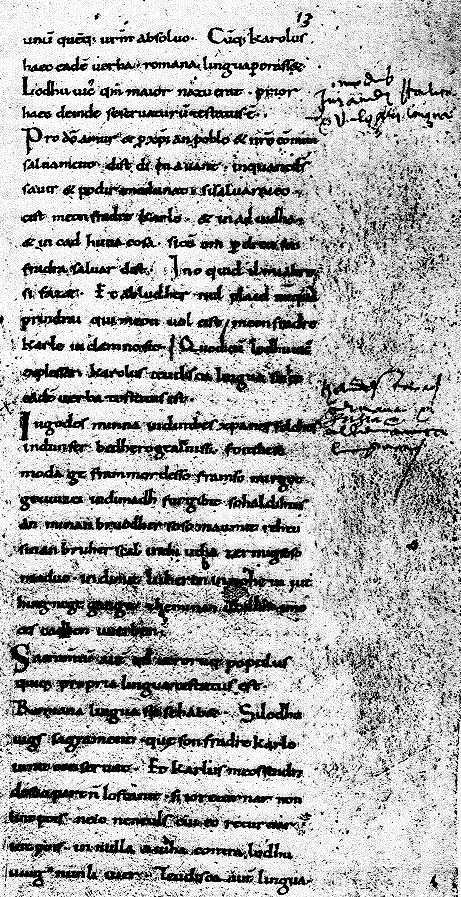
Textul jurămintelor

Jurămintele de la Strasbourg (franceza modernă: les serments de Strasbourg, germana modernă: die Straßburger Eide) este numele prin care sunt cunoscute promisiunile de alianță făcute în 842 la Strasbourg de către Ludovic Germanul, fiul lui Ludovic cel Pios și conducător al regatului francilor răsăriteni și de către fratele său, Carol cel Pleșuv, conducătorul regatului francilor apuseni. În afară de alianță, Ludovic și Carol și-au reafirmat opoziția față de împărat, fratele lor mai mare Lothar.
În conformitate cu sursa principală a întâlnirii, Viața lui Ludovic cel Pios a lui Nithard, fiecare rege a jurat jurământul nu în latină, ci în limba poporului celuilalt, în fața ambelor armate, care apoi au jurat în limba proprie.
Istoricii au folosit mult timp acest text pentru a ilustra teoria că, în 842, societatea carolingiană începuse să se separe în proto-țări cu limbi și obiceiuri diferite. Filologii sunt mai degrabă interesați de textul în sine al jurămintelor; într-o versiune veche de galo-romană, este unul dintre primele texte scrise vreodată într-o limbă romanică alta decât latina.
Cu toate acestea, în ultimii ani, o altă teorie a prins adepți: regatul franc era format din mai multe regna (în traducere aproximativă regate) care dintotdeauna au avut diferite obiceiuri și dialecte. În sprijinul acestei teorii vine faptul că atât Carol cel Mare, cât și Ludovic cel Pios și-au trimis fiii să crească în acele regna pe care urmau să le moștenească, pentru a le asigura sprijinul poporului prin familiarizarea lor cu acesta și cu obiceiurile sale. 

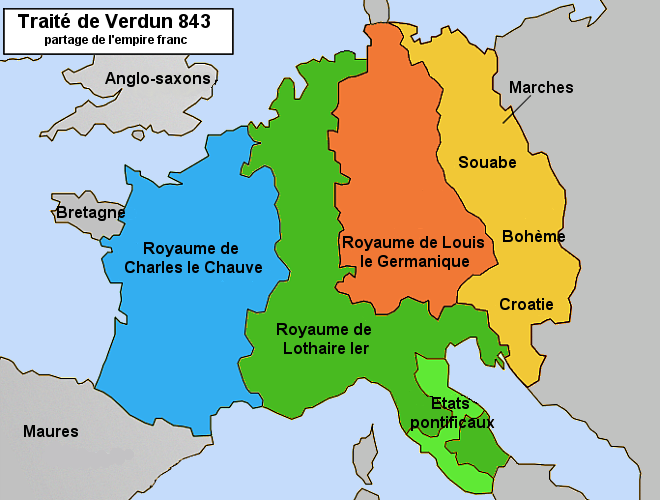
Divizarea Imperiului carolingian (sau al francilor), așa cum a stabilit Tratatul de la Verdun, în 843.

Tratatul de la Prüm, din 855, ce a împărțit ținuturile lui Lothar I între cei trei fii ai lui.

## Textul

### Textul complet cu traducerea în limba română
Codificarea pe culori
Dedesubt, textul în latină este marcat cu roșu; textul în limba romanică  în albastru; textul în limba germanică  în verde. Textul în română este de culoare neagră.
Transcripțiile sunt puțin corectate, abrevierile fiind scrise complet.
Imaginea din partea dreaptă este o scanare a textului original. În transcripția de mai jos, două asteriscuri marchează începutul și sfârșitul textului din această scanare.
| Textul original | traducerea în română |
| --- | --- |
| Ergo xvi kal. marcii Lodhuvicus et Karolus in civitate que olim Argentaria vocabatur, nunc autem Strazburg vulgo dicitur, convenerunt et sacramenta que subter notata sunt, Lodhuvicus romana, Karolus vero teudisca lingva, juraverunt. Ac sic, ante sacramentum circumfusam plebem, alter teudisca, alter romana lingua, alloquuti sunt. Lodhuvicus autem, quia major natu, prior exorsus sic coepit: | Astfel, Ludovic și Carol s-au întâlnit, la 16 februarie, în orașul care era numit Argentaria, dar care este astăzi cunoscut, de obicei, sub numele de Strazburg; și ei au jurat jurămintele date mai jos, Ludovic în romană și Carol în teutonică. Dar, înainte de a jura, ei au făcut discursuri în teutonică și în romană. Fiind cel mai mare, Ludovic a început, după cum urmează: |
| “Quotiens Lodharius me et hunc fratrum meum, post obitum patris nostri, insectando usque ad internecionem delere conatus sit nostis. Cum autem nec fraternitas nec christianitas nec quodlibet ingenium, salva justicia, ut pax inter nos esset, adjuvare posset, tandem coacti rem ad juditium omnipotentis Dei detulimus, ut suo nutu quid cuique deberetur contenti essemus. “In quo nos, sicut nostis, per misericordiam Dei victores extitimus, is autem victus una cum suis quo valuit secessit. Hinc vero, fraterno amore correpti nec non et super populum christianum conpassi, persequi atque delere illos noluimus, sed hactenus, sicut et antea, ut saltem deinde cuique sua justicia cederetur mandavimus. “At ille post haec non contentus judicio divino, sed hostili manu iterum et me et hunc fratrem meum persequi non cessat, insuper et populum nostrum incendiis, rapinis cedibusque devastat. Quamobrem nunc, necessitate coacti, convenimus et, quoniam vos de nostra stabili fide ac firma fraternitate dubitare credimus, hoc sacramentum inter nos in conspectu vestro jurare decrevimus. “Non qualibet iniqua cupiditate illecti hoc agimus, sed ut certiores, si Deus nobis vestro adjutorio quietem dederit, de communi profectu simus. Si autem, quod absit, sacramentum quod fratri meo juravero violare praesumpsero, a subditione mea necnon et a juramento quod mihi jurastis *unumquemque vestrum absolvo” | “Să se știe de câte ori Lothar — de la moartea tatălui nostru — a încercat să mă distrugă pe mine și pe acest frate al meu, comițând masacre în urmărirea noastră. Dar, deoarece nici frăția, nici creștinătatea, nici orice altă înclinație naturală nu a reușit să aducă pacea între noi, a trebuit să ducem problema judecății atotputernicului Dumnezeu, așa încât să acceptăm voința Sa. “Rezultatul a fost, așa cum cu toții știți, că prin grația divină am ieșit victorioși, și că el, înfrânt, s-a întors la poporul lui, unde era mai puternic. Însă apoi, motivați de dragostea frățească și de compasiunea pentru creștinătate, am decis să nu îl urmărim și să îl distrugem; în schimb, până acum, i-am cerut ca măcar să se supună justiției, ca în trecut. “Dar el, în ciuda acestora, nemulțumit cu judecata divină, nu încetează să vină după mine și acest frate al meu, cu armatele sale. Mai mult, el ne devastează poporul, arzând, jefuind și omorând. De aceea noi, acum, conduși de nevoie, avem această întâlnire și, deoarece credem că voi vă îndoiți de credința și frăția noastră fermă, vom jura acest jurământ între noi, în fața voastră, a tuturor. “Acest lucru nu este de rea-credință, ci doar ca, dacă Dumnezeu ne dă pace cu ajutorul vostru, noi vom fi siguri că vreun avantaj comun va rezulta din aceasta. Dacă eu — Doamne-ferește ! — voi încălca jurământul pe care sunt pe cale să îl jur fratelui meu, vă eliberez din suveranitatea asupra voastră și de jurământul pe care voi toți mi l-ați jurat mie.” |
| Cumque Karolus haec eadem verba romana lingua perorasset, Lodhuvicus, quoniam major natu erat, prior haec deinde se servaturum testatus est: | Odată ce Carol a terminat discursul cu aceleași cuvinte în romană, Ludovic, fiind cel mai mare, a jurat primul: |
| “Pro Deo amur et pro Christian poblo et nostro commun salvament, d'ist di in avant, in quant Deus savir et podir me dunat, si salvarai eo cist meon fradre Karlo et in ajudha et in cadhuna cosa, si cum om per dreit son fradra salvar dift, in o quid il me altresi fazet, et ab Ludher nul plaid numquam prindrai, qui, meon vol, cist meon fradre Karle in damno sit.” | “Pentru dragostea lui Dumnezeu și pentru creștinătate și mântuirea noastră comună, din această zi înainte, după cum îmi va da Dumnezeu înțelepciune și putere, îl voi proteja pe acest frate al meu, Carol, cu ajutor sau orice altceva, așa cum trebuie protejat un frate, astfel ca el să facă același lucru pentru mine; și niciodată nu voi face cu știință vreo înțelegere cu Lothar, care îi va face rău acestui frate al meu, Carol.” |
| Quod cum Lodhuvicus explesset, Karolus teudisca lingua sic hec eadem verba testatus est: | Când Ludovic a terminat, Carol a jurat cu aceleași cuvinte în limba germanică: |
| “In godes minna ind in thes christiânes folches ind unsêr bêdhero gehaltnissî, fon thesemo dage frammordes, sô fram sô mir got gewizci indi mahd furgibit, sô haldih thesan mînan bruodher, sôso man mit rehtu sînan bruodher scal, in thiu thaz er mig sô sama duo, indi mit Ludheren in nohheiniu thing ne gegango, the mînan willon imo ce scadhen werdhên.” | “Pentru dragostea lui Dumnezeu și pentru creștinătate și mântuirea amândurora, din această zi înainte, după cum îmi va da Dumnezeu înțelepciune și putere, îl voi proteja pe acest frate al meu, așa cum trebuie protejat un frate, așa ca el să poată face același lucru pentru mine; și eu niciodată nu mă voi înțelege cu Lothar în ceva care, prin voința mea, să îi facă rău lui [Ludovic].” |
| Sacramentum autem quod utrorumque populus, quique propria lingua, testatus est, romana lingua sic se habet: | Jurământul pe care fiecare dintre cele două popoare (ex.: cele două armate) l-au jurat în limbile lor respective este, în romană, după cum urmează: |
| “Si Lodhwigs sagrament que son fradre Karlo jurat conservat et Karlus, meos sendra, de suo part n lostanit, si io returnar non l'int pois, ne io ne neuls cui eo returnar int pois, in nulla ajudha contra Lodhuwig nun li iu er.” | “Dacă Ludovic își ține jurământul pe care l-a jurat fratelui său, Carol, și Carol, stăpânul meu, din partea sa încalcă acest jurământ, și dacă nu îl pot împiedica să facă asta — nici eu, nici altcineva pe care îl pot convinge — atunci nu îl voi ajuta în vreun fel împotriva lui Ludovic.” |
| Teudisca autem lingua:* | și în limba germanică: |
| “Oba Karl then eid, then er sînemo bruodher Ludhuwîge gesuor, geleistit, indi Ludhuwîg mîn hêrro then er imo gesuor forbrihchit, ob ih inan es irwenden ne mag: noh ih noh thero nohhein, then ih es irwenden mag, widhar Karlo imo ce follusti ne wirdlõit.” | “Dacă Carol își ține jurământul pe care l-a jurat fratelui său, Ludovic, iar Ludovic, stăpânul meu, pe cealaltă parte își încalcă jurământul, iar eu nu îl pot convinge să nu o facă — nici eu, nici altcineva pe care îl pot convinge să nu o facă — atunci eu nu îl voi urma împotriva lui Carol.” |
| Quibus peractis Lodhuwicus Reno tenus per Spiram et Karolus iuxta Vuasagum per Vuîzzûnburg Vuarmatiam iter direxit. | Cu aceasta încheiată, Ludovic a plecat către Vormatia, de-a lungul Rinului, via Spire; iar Carol de-a lungul Vosgilor, via Wissembourg. |

### În detaliu
O parte importantă a textului este jurământul lui Ludovic în "romană".
Se poate observa o continuitate: latina clasică → latina târzie → romanica medievală → franceza și occitana moderne.
| Textul original | Transcripție necorectată | Interpretare românească (din latina vulgară și franceza modernă) |
| --- | --- | --- |
| scurtă extragere | Pro dõ amur et p xr ianpoblo & nrõ cõmun s saluament, dist di e/i n auant, inquantdeus savir & podir me dunat: si salvaraieo cist meonfradre karlo, & inaiudha & in cad huna cosa, sicú om p dreit son fradra saluar dift. Ino quid il mi altre si fazet. Et ab ludher nul plaid nu qua prindrai qui meon uol cist meon fradre karle in damnosit                                                                            | — |
| Tranducere în latina vulgară | Traducere în occitana modernă | |
| Pro Dei amore et pro christiani populi et nostro communi saluationis, de iste die in ab ante, in quanto Deus sapientem et potestatem mihi dat, sic saluabo ecc'istum meum fratrem Carolum, et in adjuuamente et in *cata una causa, sic quomodo homo per directum suum fratrem saluare debet, in hoc quo illoe mihi alterum sic faciat, et ab Lotharo nullum placitum nunquam inibo quod meam uoluntatem ecc'isto meo fratri Carolo in damnum sit. | Per l'amor de Dieus e pel pòble crestian e nòstre comun salvament, d'aquest jorn en davant, mentre que Dieus me dòne saber e poder, atal salvarai ieu aquest mon fraire Carles que vaquí, e en ajuda e caduna causa, atal com òm de dreit deu salvar son fraire, de biais qu'el me faga lo meteis. E del costat de Lotari jamai deguna convencion prenerai que, de ma volontat, d'aquest mieu fraire Carles siá damnosa.    | Din dragoste pentru Dumnezeu și pentru poporul creștin, dar și pentru mântuirea tuturor, de azi înainte, atât cât Dumnezeu îmi dă cunoaștere și putere, voi salva pe fratele meu, Carol, care e aici, și-l voi ajuta în toate lucrurile, întrucât trebuie protejat fratele, ca să facă la fel cu mine; și nu voi încheia niciodată cu Lothar nici un acord ce, după părerea mea, poate provoca nemulțumirea fratelui meu, Carol, care e aici. |
| | Traducere în franceza modernă | |
| | Pour l'amour de Dieu et pour le peuple chrétien et notre salut commun, de ce jour en avant, autant que Dieu me donne savoir et pouvoir, je sauverai mon frère Charles que voici, et en aide et en toutes choses, comme de droit on doit sauver son frère, afin qu'il me fasse autant, et je ne prendrai jamais de la part de Lothaire aucune convention qui, de mon gré, puisse être au dam de mon frère Charles que voici. | — |

1. ↑  galo-romană
2. ↑  franca veche